# Королівський шпиталь усіх святих (Лісабон)
38°42′49″ пн. ш. 9°08′18″ зх. д. / 38.7136° пн. ш. 9.13839° зх. д.

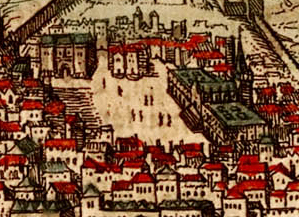
Малюнок площі Россіо 16 століття. Королівська лікарня всіх святих — велика будівля з правого боку площі.

Королівський шпиталь усіх святих, або Шпиталь Ріал де Тодуш-уш-Сантуш (порт. Hospital Real de Todos-os-Santos) — був великою лікарнею в Лісабоні, Португалія. Лікарня була побудована між 1492 та 1504 роками та була зруйнована під час землетрусу в Лісабоні 1755 року, разом із більшою частиною міста.

## Заснування
У 1492 році, отримавши папське схвалення, король Жуан II наказав побудувати одну з найважливіших цивільних та благодійних інфраструктур у старому Лісабоні. Госпіталь був закінчений у 1504 році, за правління короля Мануела I. Будівництво лікарні було частиною королівської кампанії з централізації медичної допомоги найважливіших міст королівства у загальних лікарнях. Також були засновані великі лікарні в Коїмбрі (1508), Еворі (1515) та Бразі (1520).

## Розташування та архітектура
Головний фасад лікарні займав всю східну сторону площі Россіо. Сьогоднішня Праса да Фігейра (площа фігового дерева) розташована над територією, яку займає стара лікарня.
Старі описи та розкопки свідчать, що будівля мала три поверхи та була організована у кілька крил квадратної форми з центральними подвір'ями навколо лікарняної каплиці. Каплиця розташовувалася посеред ансамблю і мала масивну вежу в східному кінці нави.
Головний фасад лікарні мав арочну галерею з контрфорсами в першому поверсі. Вхід до Каплиці знаходився посеред фасаду Лікарні та до неї доходили монументальні сходи. Тодішні малюнки показують, що портал каплиці був помітним твором у мануельському стилі, португальською версією пізньої готики, типовою для часів короля Мануеля I.

## Організація
Правила шпиталю були надані королем Мануелем I в 1504 році і ґрунтувалися на правилах тогочасних лікарень у Флоренції та Сієні. Спочатку лікарня мала три лазарети (енфермарії), розташовані у верхньому поверсі, де лікували хворих. Перший поверх був зайнятий працівниками лікарні (близько 50 осіб, багато з яких жили в будівлі). На другому поверсі розміщувались залежності, такі як кухня, трапезна та аптека, а також кімнати для покинутих дітей (звані експостами), жебраків та психічно хворих.
Спочатку було підраховано, що лікарня могла приймати близько 250 осіб, при цьому 2500-3000 людей лікувалися щороку. Незважаючи на те, що приміщення було жертвою кількох пожеж, його було значно розширено до середини 18 століття, коли в лікарні було близько 12 лазаретів. Це був найважливіший медичний заклад у місті та важливий центр практичного вивчення анатомії та медицини в Португалії.
Спочатку лікарнею керував проведор, призначений королем, але після 1564 року лікарнею керувало Ірмандаде да Мізерікордія (Братство Милосердних), важлива португальська релігійна благодійна організація, заснована в 1498 р., яка існує донині.

## Руйнування
Речі змінилися під час масивного землетрусу 1755 року, під час якого велику частину міста було знищено самим землетрусом та пожежами. Ситуація погіршилася тим, що лікарня Всіх Святих була сильно пошкоджена, а вцілілі пацієнти та поранені землетрусом були розміщені у непошкоджених монастирях та палацах. Уряд короля Жозе I на чолі з маркізом Помбалом швидко розпочав відбудову лікарні, яка незабаром знову лікувала хворих.
З якоїсь причини, можливо, пов'язаної з фінансовими обмеженнями, лікарня ніколи не була повністю відновлена. Заклади лікарні були передані в 1775 р. до будівлі Коледжо-де-Санту-Антуау, єзуїтського колегіуму, який був конфіскований Короною після того, як Орден єзуїтів був висланий з Португалії в 1759 році. Нова лікарня була перейменована в Госпіталь де Сан-Жозе, на честь короля Жозе I. Залишки лікарні Всіх Святих було знесено та створено нову площу — Праса да Фігейра (площа фігового дерева).